# 樋口廣太郎
樋口 廣太郎（ひぐち ひろたろう、1926年（大正15年）1月25日 - 2012年（平成24年）9月16日）は、日本の実業家。アサヒビール中興の祖。位階は従三位。

## 来歴・人物
京都市出身。京都市立第二商業学校（のちの京都市立西陣商業高等学校、廃校）、彦根経済専門学校（現：滋賀大学経済学部）を経て野村證券に就職。京都支店から祇園支店に転勤後、上司の紹介で野村銀行（後の大和銀行、現：りそな銀行）に転職。同行では大阪本店（現・りそな銀行大阪営業部）に配属されたが数日で退社し、1946年（昭和21年）に京都大学経済学部に再入学。同大学卒業後、1949年（昭和24年）4月に住友銀行（現：三井住友銀行）に入行。代表取締役副頭取まで昇進したが、当時の磯田一郎頭取と対立し、大阪建物社長職や新大阪ホテル（現・ロイヤルホテル）社長職への出向を打診されるも断り、辞職を決意する。副頭取だった樋口が磯田にイトマンへの乱脈融資を諫めた時、「邪魔立てするな」と一蹴され、部屋を出ようとする樋口に磯田がガラスの灰皿を投げつけたという。これが原因になってアサヒビールに転出したという。
住友銀行業務部時代の上司で、前任の東京支店長でもあった、8年先輩の村井勉前社長に招かれ、1986年（昭和61年）、アサヒビール（現：アサヒグループホールディングス）の社長に就任。1987年（昭和62年）、アサヒスーパードライを発売して大ヒットさせる。1995年（平成7年）から経団連の副会長も務め、1998年（平成10年）には当時の小渕恵三内閣総理大臣に請われて首相の諮問機関・経済戦略会議の議長に就任。敬虔なカトリック信徒としても有名であり、大学時代は同じ大学にいた本島等（元長崎市長）と仲が良かった。
アメリカンフットボールへの造詣も深く、母校の京都大学ギャングスターズ後援会長に就任後は財政難に陥っていたクラブチーム・シルバースター（現・アサヒビールシルバースター）にスポンサー参加して支援を行い、日本アメリカンフットボール協会コミッショナーも務めた。そのほか、日本スペイン協会会長、東京都現代美術館館長、日本ナスダック協会会長、防災情報機構議長などの要職も歴任。
アサヒビールの社長に就任後、ロゴマークの変更に際し、社内の反対を押し切って売れ残っていた古いビールを全て店頭から回収・廃棄したことが結果的にアサヒ再興につながった話は有名である（外部リンク参照）。
2012年（平成24年）9月16日に、急性心不全のため東京都渋谷区内の病院で死去した。86歳没。
同年10月12日、政府は樋口を従三位に叙し、旭日大綬章を与えることで閣議決定した。没日付をもって追贈。
2016年1月、第3回日本アメリカンフットボール殿堂入りが決まる。
前任の村井社長と対照的に、部下を激しく叱責することから「瞬間湯沸かし器」と渾名された。
財務省大臣官房審議官や駐カザフスタン大使を務めた原田有造は長女の夫。外務省中南米局長や駐スペイン大使を務めた水上正史は次女の夫。

## 略歴
- 1946年（昭和21年） 彦根高等商業学校（現滋賀大学）卒業、野村證券入社
- 1949年（昭和24年） 京都大学経済学部卒業、住友銀行入行
- 1973年（昭和48年） 住友銀行取締役
- 1975年（昭和50年） 同行・常務取締役
- 1979年（昭和54年） 同行・代表取締役専務
- 1982年（昭和57年） 同行・代表取締役副頭取
- 1986年（昭和61年） アサヒビール代表取締役社長[2]
- 1992年（平成4年） 同社・代表取締役会長
- 1999年（平成11年）同社・取締役相談役名誉会長
- 2003年（平成15年）同社・相談役
- 2006年（平成18年）同社・名誉顧問

## 社外での略歴
- 1995年（平成7年） 経済団体連合会副会長（〜1999年）、日独協会会長
- 1998年（平成10年） 小渕内閣経済戦略会議議長
- 1999年（平成11年） 新国立劇場第2代理事長（〜2003年3月）、顧問
- 1999年　日本顕彰会会長（～2014年）
- 2000年（平成12年） 日本ナスダック協会会長、大阪証券取引所理事会議長
- 2001年（平成13年） 小泉内閣内閣特別顧問、大阪証券取引所代表取締役会長、東京都現代美術館館長
- 2002年（平成14年） 大阪証券取引所取締役会長

## 主な著書
- 『樋口廣太郎 わが経営と人生―私の履歴書―』（2003年・日本経済新聞社）
- 『挑めばチャンス逃げればピンチ』（2003年・PHP研究所）
- 『つきあい好きが道を開く』（2000年・日本経済新聞社）
- 『前例がない。だからやる！』（2002年・講談社）
- 『才能論』（2000年・講談社）
- 『人材論』（2002年・講談社）
- 『だいじょうぶ必ず流れは変わる』（2000年・講談社）